# Gasala
Gasala és una masia de Taradell (Osona) inclosa a l'Inventari del Patrimoni Arquitectònic de Catalunya.

## Descripció
Masia de planta rectangular (18x10), coberta a dues vessants amb el carener perpendicular a la façana situada a ponent. Es troba assentada damunt la roca de gres vermell, al sud al sud d'un serradet damunt el desnivell. La part S consta de PB i 1er. p., al N només hi ha un pis. La façana presenta una petita lliça de pedra viva amb portals a migdia i tramuntana. El portal principal és rectangular amb angle convex, les finestres tenen inflexió gòtica i una d'elles ha estat convertida en portal el qual dona accés a un porxo que cobreix part de la lliça, al 1er. p. s'hi adossa una altra galeria de totxo., a migdia diverses finestres amb ampits, una espiera i un colomar sota teulada. A la part N els ràfecs de teulada són de llosa, hi ha diverses espieres i obertures modernes.
Cabana d'era de planta rectangular (8x6) coberta a dues vessants amb el carener perpendicular a la façana, situada a llevant, davant l'antiga era. Consta d PB i 1er. p. La façana presenta dos portals rectangulars a la planta, una finestra d'arc gairebé centenari i un òcul al 1er.p. A migdia hi ha un cobert de construcció recent adossat a la planta, i quatre espieres. A ponent un cobert de totxanes i uralites adossat a la planta, dos òculs. A tramuntana també s'hi obren espieres a nivell del primer pis; segurament que la seva funció era airejar la nau. L'estat de conservació és dolent.

## Història
Antiga masia que ja consta a l'acta de consagració de l'església de Tarradell l'any 1076, l'etimologia del nom sembla venir del nom femení "Wanzala".
Trobem registrada la masia entre els masos que consten als fogatges de 1553 de la parròquia, terme i quadra de Santa Eugènia de Berga i de Tarradell.
En ell nomenclàtor de la província de Barcelona de l'any 1860 la Gasala hi consta com "Alqueria casa de labor".